# 伊奇克里亞車臣共和國
伊奇克里亞車臣共和國（羅馬化：Nóxçiyn Respublik Içkeri）是1991年由高加索穆斯林在車臣建立的共和國，首都格羅茲尼，其政府称为車臣伊斯蘭政府。在该共和国主张的领土遭俄罗斯联邦占领前，僅得到過阿富汗伊斯蘭酋長國的承認，政治上勢單力孤，该共和国后被普京领导第二次车臣战争摧毁，车臣重新并入俄罗斯。
“伊奇克里亞”（羅馬化：Ičkérija）是旧时对车臣东部靠近达吉斯坦的地区的泛称，这个名字来自车臣东南部的伊斯卡克河。该术语在1836年波洛上校所出的一份俄语文件中首次被提及为“Iskeria”。当地传统的伊莱什（illesh）或史诗传说讲述了古代车臣部族与其库梅克和卡巴爾達霸主之间的冲突。

## 历史

### 成立
杜達耶夫為車臣-印古什蘇維埃社會主義自治共和國第二任黨委書記，車臣獨立期間的第一任總統。1991年10月27日，杜達耶夫在車臣首府格羅茲尼正式宣告退出蘇聯共產黨，並正式宣告車臣獨立。
1994年，第一次车臣战争爆发，进攻车臣的俄罗斯军队被击败，车臣保住了独立地位。
1996年，杜达耶夫死于俄罗斯空军的空袭。
1997年，阿斯兰·马斯哈多夫当选车臣总统。

### 政權垮台
1999年8月，由于一些车臣武装分子进攻邻近的达吉斯坦共和国而时任车臣总统马斯哈多夫仅口头谴责，并未采取实质行动阻止，时任俄罗斯总理普京宣布车臣总统马斯哈多夫和车臣议会非法并派兵进攻车臣，第二次车臣战争爆发。车臣军队于2000年被俄罗斯军队击败，伊奇克里亚车臣共和国主张的领土全境遭俄罗斯联邦占领。2000年，艾哈迈德·卡德罗夫被俄羅斯總統普京任命为车臣共和国临时国家元首和政府首脑。2003年，艾哈迈德·卡德罗夫当选车臣共和国总统。

### 流亡政府分裂
2007年10月，伊奇克里亚车臣共和国流亡政权总统多卡·烏馬羅夫另外建立高加索酋长国，由乌马罗夫自任酋长。高加索酋长国政府严格执行伊斯兰律法，并发动圣战驱逐非回教徒。但这一行为造成了车臣独立运动的分裂，流亡政府总理艾哈迈德·扎卡耶夫成为了伊奇克里亚车臣共和国事实上的元首。

## 政治
1997年1月，俄罗斯正式承认车臣新任总统马斯哈多夫的政府，为他与叶利钦的会晤铺平了道路。双方在短期条约中同意“永远”拒绝使用武力或以武力威胁解决有争议的问题，并根据公认的国际原则和规范，建立俄罗斯联邦和车臣共和国的双边“法律”关系。
《莫斯科和约》在车臣引起了极大的鼓舞，但是独立的关键问题并未解决，直到2001年底，但是在车臣巴萨耶夫部队入侵达吉斯坦共和国之后，莫斯科于1999年取消了和平条约。俄罗斯军队发动第二次车臣战争，次年占领了整个车臣。俄罗斯于2003年为车臣制定了新宪法，根据该宪法，车臣共和国是俄罗斯联邦的联邦主体之一。
該政權存在期間，一度和塔利班關係密切。2000年，阿富汗伊斯蘭酋長國承认伊奇克里亞車臣共和國，遭到俄罗斯政府强烈反对。然而继任总统的马斯哈多夫则认为塔利班政权属于“非法”，拒绝了塔利班对车臣独立的承认。

## 外交关系
該國在国际上曾是相当孤立的，在其实际控制车臣地区期间仅获同样不受国际普遍承认的阿富汗伊斯蘭酋長國（自称为阿富汗合法政府）承认。同时俄羅斯聯邦政府也在外交上施压，要求各国不要对車臣伊斯蘭政府给予接洽和承认，因而在2001年阿富汗戰爭結束后，各国都表示不会接洽該政权。但由于其他国家多持不干涉政策，实际上在車臣獨立后，来自俄国以外的压力一直都很小。
格鲁吉亚内战后，逃亡的前总统茲維亞德·加姆薩胡爾季阿曾在1993年单方面承认该国，然而因其已经被推翻，故没有法律效力。
2022年10月18日，乌克兰最高拉达以287:0的票数通过法案，承认伊奇克里亚车臣共和国是一个被俄国暂时占领的主权国家。

### 流亡的车臣人
据该国流亡政府首脑艾哈迈德·扎卡耶夫表示，该国目前有包括焦哈爾·杜達耶夫营和谢赫曼苏尔营在内的五个志愿者营在乌俄战争中参与对抗俄罗斯联邦的军事行动。此前，俄罗斯联邦出兵入侵乌克兰建立了数个傀儡政权，并于2014年至2022年间自称经公投通过，将大片国际承认的乌克兰领土并入俄国建制，乌克兰支持流亡的车臣人以反抗俄罗斯的入侵。